# Nguyễn Huệ
Nguyễn Huệ (vietnamesisk: [ŋwĩəŋ hwêˀ] Hán tự: 阮 惠), også kendt som Nguyễn Quang Bình (vietnamesisk: [ŋwĩəŋ kwāːŋ ɓîŋ̟] Hán tự: 阮光平) eller kejser Quang Trung (vietnamesisk: [kwāːŋ ʈūŋm] Hán tự: 3 中, 1753 - 16. september 1792), var den anden kejser af Tây Sơn-dynastiet, der regerede fra 1788 indtil 1792. Han var også en af de mest succesrige militære befal i Vietnams historie, [3] skønt han var kendt for at have opnået disse resultater ved hensynsløs, massiv drab af især hele Nguyễn lords familier. Nguyễn Huệ og hans brødre, Nguyễn Nhạc og Nguyễn Lữ, sammen kendt som Tây Sơn-brødrene, var lederne for Tây Sơn-oprøret. Som oprørere erobrede de Vietnam og styrtede det kejserlige senere Lê-dynasti og de to rivaliserende føydale huse i Nguyễn i syd og Trịnh i nord.
Efter flere år med konstant militær kampagne og styre døde Nguyễn Huệ i en alder af 40. Før hans død havde han planer om at fortsætte sin march sydpå for at ødelægge hæren af Nguygun Ánh, en overlevende arvtager fra Nguyễn-herrene.
Nguyễn Huệs død markerede begyndelsen på Tây Sơn-dynastiets undergang. Hans efterfølgere var ikke i stand til at gennemføre de planer, han havde lavet for at regere Vietnam. Tây Sơn-dynastiet blev styrtet af sin fjende, Nguyễn Ánh, der etablerede det kejserlige Nguyễn-dynasti i 1802.